# Georges Dandelot
Georges Dandelot, né le 2 décembre 1895 à Paris 7e et mort le 17 août 1975 à Vaux-sur-Mer, est un compositeur et pédagogue français.

## Biographie
Fils d'Arthur Dandelot et de Madeleine Mangeot, il reçoit l'enseignement musical de ses parents avant d'entrer, à l'âge de dix ans, au Conservatoire national de musique et de déclamation où il suit les cours d'Émile Schwartz, Louis Diémer, Xavier Leroux, Jean Gallon, Georges Caussade, Charles-Marie Widor, Vincent d'Indy, Maurice Emmanuel, Paul Dukas et Albert Roussel.
Il est nommé professeur d'harmonie à l'École normale de musique de Paris en 1919, puis au Conservatoire en 1942, où il a entre autres pour élèves Paul Méfano, André Casanova et André Boucourechliev.
Dandelot fait partie des musiciens "réunis sous le Patronage de la radiodiffusion nationale pour créer une large fresque sur la vie de l'héroïque martyre", Jeanne d'Arc. L'œuvre est créée en mai 1942 par la Société des Concerts sous la direction de Munch.

## Pédagogie
Georges Dandelot est l'auteur de nombreux ouvrages pédagogiques de référence, toujours largement utilisés pour l'enseignement du solfège dans les écoles de musique et conservatoires.
Parmi ces ouvrages, on citera le Manuel pratique pour l'étude des clés de Sol, Fa et Ut, appelé communément : « Le Dandelot ». Visant la maîtrise de toutes les clés musicales usuelles, ce manuel (très technique, très mécanique) a largement contribué à former (certains diront « à supplicier » !) plusieurs générations de musiciens.

## Œuvres
Si le travail de Georges Dandelot en tant que pédagogue est très connu, son œuvre en tant que compositeur l'est beaucoup moins...
- Œuvres pour orchestre :
  - Oratorio Pax pour voix solistes, chœurs et orchestre (1937),
  - Symphonie en ré mineur (1941),
  - Concerto pour piano et orchestre (1934),
  - Concerto romantique pour violon et orchestre (1944),
  - 2 valses :  I Valse Romantique, II. Valse Fantasque (1931)
  - Musique pour accompagner la présentation de la Pieta d'Avignon (1957)
- Musique de chambre :
  - Quatre Quatuor à cordes (1933, 1954, 1956 et 1957),
  - Trois valses à 2 pianos,
  - Sonatine pour flûte et piano (1938),
  - Sonatine pour piano et violon (1946),
  - Sonatine pour trompette (1961)
- Ballets :
  - Le Souper de famine (1943),
  - Le Jardin merveilleux (Ballet en 1 acte, 1950),
  - La Création (Sept danses d'après les poèmes de Du Bartas, 1948),
  - Pierrot et la rose (Ballet en 5 épisodes, 1948)
- Opéras :
  - L'Ennemi (opéra en 3 actes),
  - Midas (opéra-comique bouffe en 3 actes, 1948),
  - Apolline (opérette en 3 actes),
  - La complainte de Pranzini et de Thérèse de Lisieux (manuscrit de mise en scène / Henri Ghéon - 1935)
- Musique chorale
  - Sonnet sur la beauté (Chœur mixte à 4 voix sans accompagnement, Poème de I. de Benserade, 1947)
  - La Nuit des nuits (Chœur à 4 voix mixtes sans accompagnement, Poème de Du Bois-Hus, 1948)
  - Les hiboux, Le petit cheval dans le mauvais temps, Le mauvais élève, La toupie, Le petit âne gris (Pour chœur féminin à 3 voix, 1962)
  - Six Chœurs (pour 3 voix de femmes ou d'enfants à cappella, sur des poèmes de Liliane Jauzin, 1962)
- Chansons et Poèmes mis en musique :
  - Six chansons de Bilitis (Prose de Pierre Louys, 1924)
  - Mélodies chant et piano sur des poèmes de Charles Baudelaire, Yolande Buisson, Guillaume Apollinaire, Tristan Lhermite, Philippe Desportes, J. de Benserade, Comtesse Anna de Noailles, Charles Oulmont, Gaby Vinant, José Bruyr, Ginette Bonvalet, Olga Buisson, Huguette Charles, Loulou Roudanez
- Orgue
  - Fantaisie et fugue (1974)